# Lunkhu Deurali
Lunkhu Deurali (en népalais : लुङ्खु देउराली) est un comité de développement villageois du Népal situé dans le district de Parbat. Au recensement de 2011, il comptait 2 068 habitants.